# 고양 덕암사 목조보살좌상
고양 덕암사 목조보살좌상은 대한민국 경기도 고양시, 덕암사에 있는 조선시대에 만들어진 관음보살좌상과 대세지보살좌상 2구이다. 2010년 12월 8일 경기도의 유형문화재 제246호로 지정되었다.

## 지정 사유
얼굴과 의습선의 부드러운 표현이 줄어들면서 도식화 된 것으로 미루어 17세기 중·후반 제작된 것으로 추정되며, 보존상태가 매우 좋고 신체 비례와 대의 처리 등을 통하여 제작시기의 추정이 가능하여 조선후기 불교조각사 연구 자료로 활용할 수 있다는 점에서 가치가 인정된다.

## 같이 보기
- 덕암사

## 참고 자료
- 고양 덕암사 목조보살좌상 - 국가유산청 국가유산포털